# Żyłkowiec różowawy

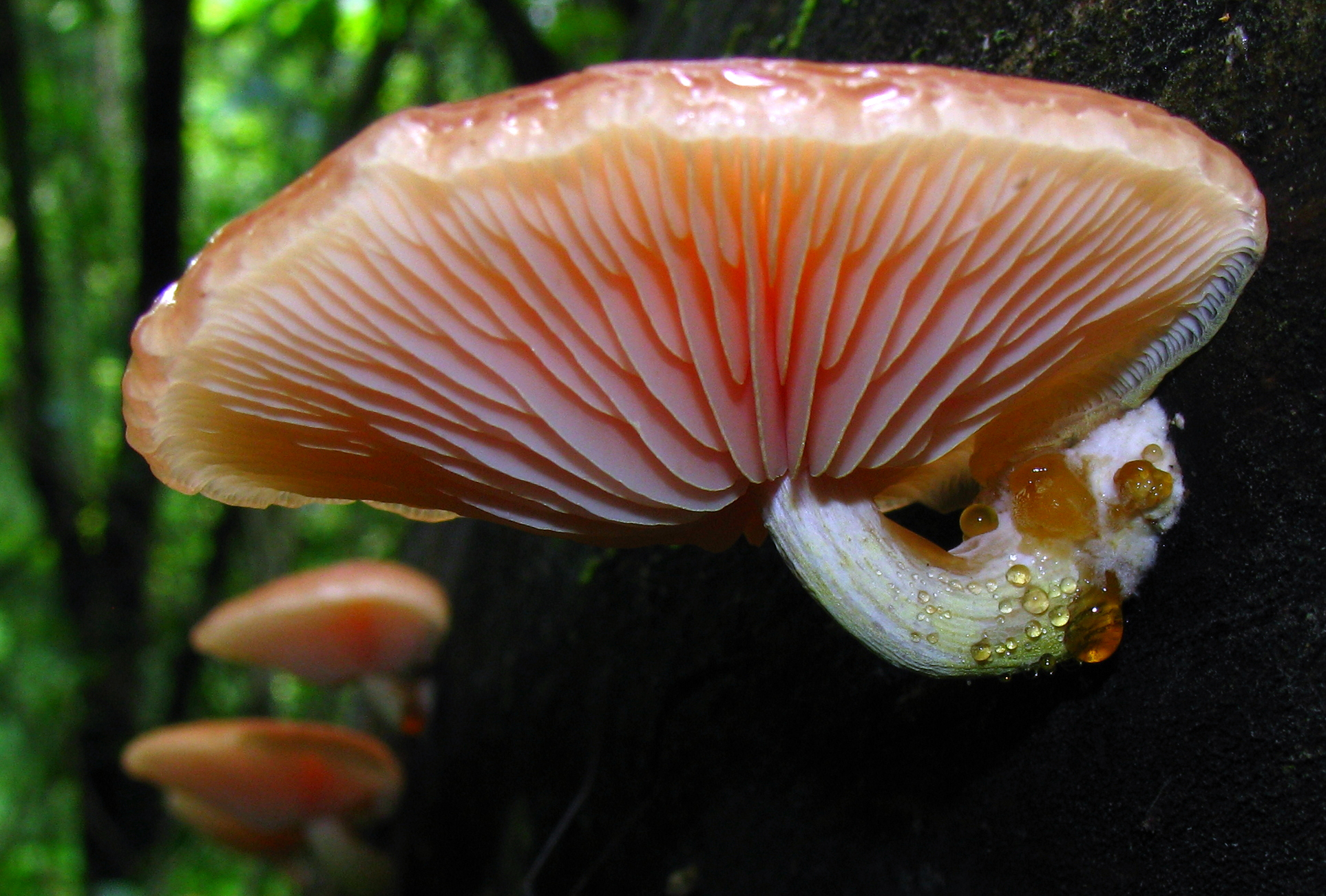
Blaszki

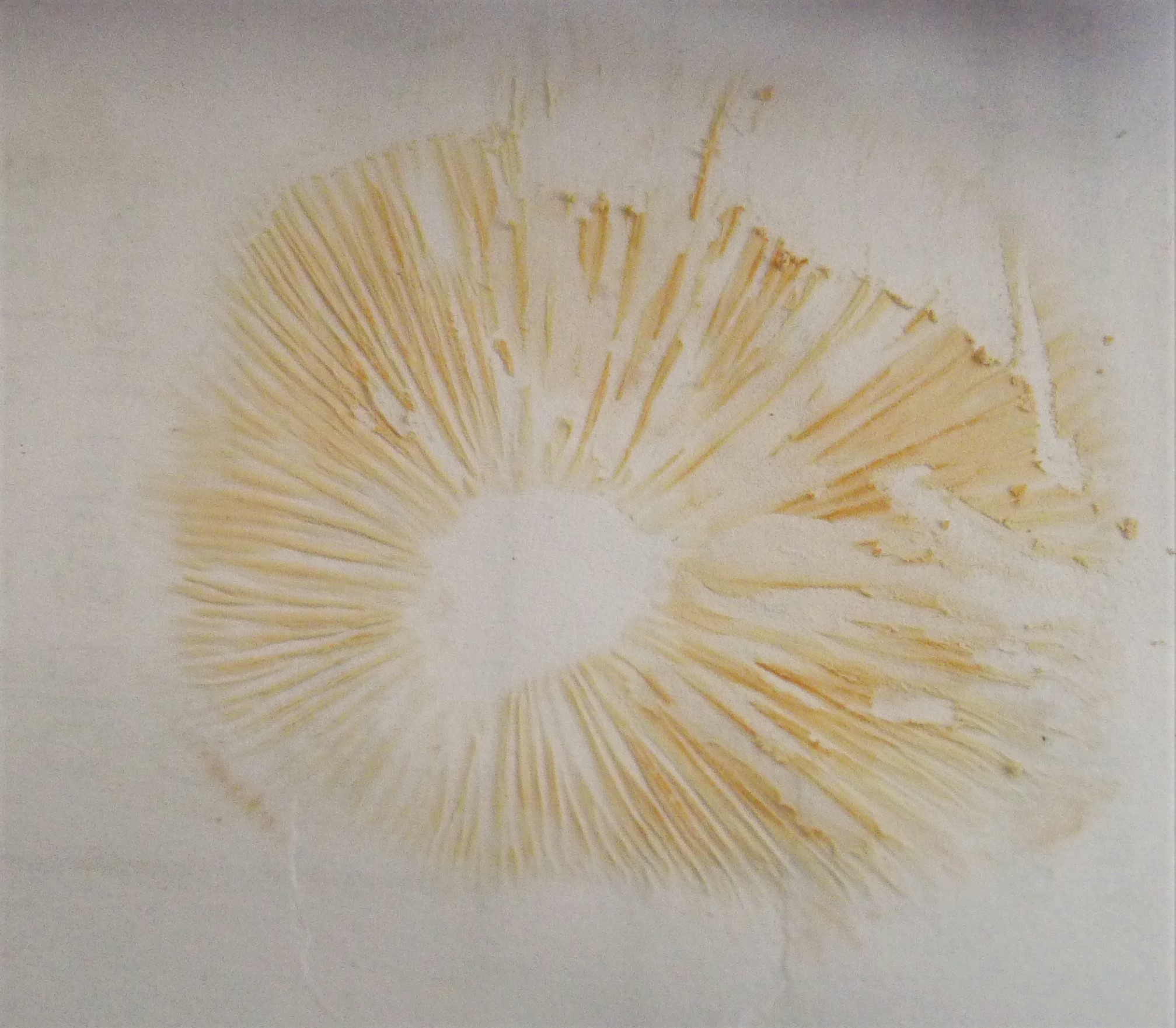
Wysyp zarodników

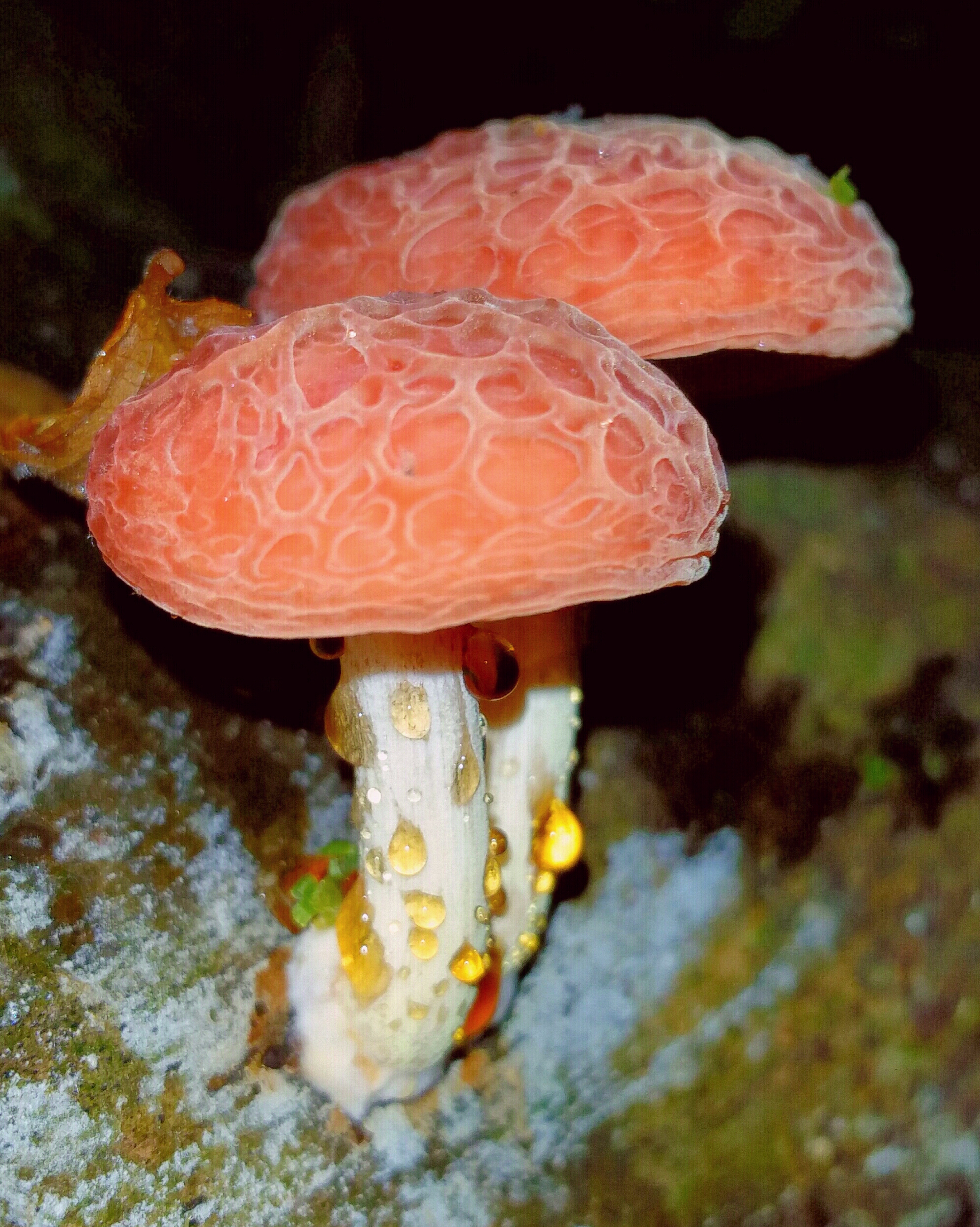
Żyłkowiec różowawy

Żyłkowiec różowawy (Rhodotus palmatus (Bull.) Maire) – gatunek grzybów z rodziny obrzękowcowatych (Physalacriaceae).

## Systematyka i nazewnictwo
Pozycja w klasyfikacji według Index Fungorum: Rhodotus, Physalacriaceae, Agaricales, Agaricomycetidae, Agaricomycetes, Agaricomycotina, Basidiomycota, Fungi.
Po raz pierwszy takson ten zdiagnozował w roku 1785 Jean Baptiste François Pierre Bulliard nadając mu nazwę Agaricus palmatus. Obecną, uznaną przez Index Fungorum nazwę, nadał mu w 1926  René Charles Joseph Ernest Maire. Gatunek typowy dla rodzaju  żyłkowiec (Rhodotus). Do roku 2013 był jedynym przedstawicielem tego rodzaju. 
Nazwa polska według Władysława Wojewody. 
Synonimy nazwy naukowej:

- Agaricus palmatus Bull. 1785
- Pleuropus palmatus (Bull.) Gray 1821
- Crepidotus palmatus (Bull.) Gillet 1876
- Pleurotus palmatus (Bull.) Quél. 1883
- Gyrophila palmata (Bull.) Quél. 1896
- Agaricus palmatus Sowerby 1797
- Pleuropus palmatus ß rubescens Gray 1821
- Agaricus subpalmatus Fr. 1838
- Pleurotus subpalmatus (Fr.) Gillet 1876
- Dendrosarcus subpalmatus (Fr.) Kuntze 1898
- Rhodotus subpalmatus (Fr.) S. Imai 1938
- Agaricus palmatus var. sessilis Berk. 1859
- Entoloma cookei Richon 1879
- Agaricus phlebophorus var. reticulatus Cooke 1886
- Rhodotus palmatus f. cystidiophorus Maire 1932

## Morfologia
Kapelusz
O barwie jaskrawej różowo-łososiowej, galaretowata skórka pokryta jest u młodych owocników bardzo wyraźną siateczką białych żyłek, średnica 1,5–9 cm.
Blaszki
Przylegające do wykrojonych, gęste, o szerokości do 11 mm, nierozwidlone, bladoczerwonawe, niebarwiące; brzegi równe, blaszki w 2 do 4 poziomach.
Trzon
Krótki, o wymiarach 1,5–3 × 0,4–1 cm, zwykle ekscentryczny. Powierzchnia sucha, pokryta bardzo cienką warstwą krótkich, pionowych, delikatnych, białych włosków, które łatwo się ścierają.
Miąższ
Lity, jasnoróżowy do kremowego, niebarwiący, o grubości do 8 mm. Smak gorzki. Zapach nie jest charakterystyczny, trochę owocowy, nieco ostro-aromatyczny.
Cechy mikroskopowe
Wysyp zarodników różowawy. Basidium maczugowate, 4–zarodnikowe, mierzy 33,6–43,2 × 5,6–8 μm. Zawartość drobnoziarnista z licznymi dużymi oleistymi kroplami; szkliste w KOH. Bazydiospory kuliste do jajowatych, brodawkowane z cienkimi ścianami, o rozmiarach 6–8,7 × 6–7,4 µm, szkliste w KOH  i są nieamyloidalne. Brak pleurocystyd. Cheilocystydy liczne, o rozmiarach 27,2–48 × 13–25 μm, wrzecionowate do butelkowatych z wyjątkowo długimi i wąskimi podstawkami, ściany gładkie, cienkie. Jasnożółte w odczynniku Melzera.

## Występowanie i siedlisko
Występuje w wielu krajach Europy (w tym Skandynawii), Północnej Afryki, wschodniej części Ameryki Północnej i Kanady, Korei i Japonii. Gatunek o zasięgu cyrkumborealnym. W Polsce rzadki, odnotowany po ponad stu latach na terenie Polski na jednym tylko stanowisku w Puszczy Białowieskiej, choć według opracowania z 2010 wyraźnie się w niej rozprzestrzenia. W 2020 r. znany już na 6 stanowiskach. W Polsce podlega ochronie ścisłej Kategoria zagrożenia E (Wymierające). Gatunek wpisany do Czerwonej księgi gatunków zagrożonych IUCN – dla Europy kategoria zagrożenia VU narażone (vulnerable) a globalnie kategoria zagrożenia NT bliskie zagrożenia (near threatened).
Saprotrof, rośnie w lasach liściastych, na martwym drewnie przede wszystkim wiązów (Ulmus sp.). Owocniki wyrastają pojedynczo lub gromadnie po 2-3 razem. W strefie umiarkowanej Europy owocniki pojawiają się głównie od sierpnia do listopada. 

## Znaczenie
Podczas badań nad działaniami trombolitycznymi, fibrynolitycznymi i powodującymi krzepnięcie mleka oraz ogólnie proteolitycznymi owocników 400 gatunków podstawczaków należących do różnych grup taksonomicznych i ekologicznych, stwierdzono, że wśród saprotrofów wysoki i stabilny poziom enzymów trombolitycznych występuje u gatunków lignotroficznych: płomiennicy zimowej (Flammulina velutipes) i żyłkowca różowawego (Rhodotus palmatus).
Wykazuje działanie przeciwdrobnoustrojowe, w tym przeciwbakteryjne i przeciwgrzybiczne.
Wyniki aktywności przeciwutleniającej badanych frakcji fenolowych i 307 frakcji polisacharydowych pochodzących od pięciu gatunków grzybów z północno-wschodniej Portugalii, wykazały najwyższy potencjał przeciwutleniający u frakcji fenolowych otrzymanych z żyłkowca różowawego (Rhodotus palmatus).

## Gatunki podobne
- Boczniak różowy (Pleurotus djamor) w kształcie i kolorze do młodego owocnika żyłkowca różowego, lecz blaszki u boczniaka są przyrośnięte, a u żyłkowca wykrojone. U dojrzałych owocników żyłkowca kapelusz staje się półkolisty, a u boczniaka pozostaje płaski[11].
- Rhodotus asperior różni się od żyłkowca różowawego (Rhodotus palmatus) cechami mikroskopowymi (zasadniczo elipsoidalne do prawie kulistych, bardziej chropowate bazydiospory i dłuższe cheilocystydy o lekko pogrubionych ściankach) oraz występowaniem w środowisku tropikalnym i subtropikalnym[5].